# La ciudad (libro)
La ciudad es un libro de poesía de Karmelo C. Iribarren que contiene una selección personal de su producción desde 1985 hasta 2001 en su primera edición, hasta 2008 en la segunda y hasta 2014 en la tercera. 

## Historia
Aunque existen otras tres compilaciones de la poesía de Iribarren igualmente oficiales, La ciudad es su antología por excelencia y el libro más recomendable de entre los suyos para quien busca una visión global de su obra. 
Los títulos a los que nos referimos fueron publicados antes que la tercera edición de La ciudad y la muestra que ofrecen es necesariamente menos completa, pero además cada uno de ellos tiene una particularidad que condiciona su contenido. En el primer caso (Gainontzekoa, kontuak dira, Erein, 2000), tratarse de una colección de poemas traducidos al euskera, y en el segundo (El tamaño de los sueños, Anaya, 2006), su condición de antología orientada al público juvenil. El tercer libro (No hay más, Kriller71 y Zindo y Gafuri, 2013), editado en Argentina, sí pretende ser una muestra significativa de la obra de este autor dirigida al lector que la desconoce, pero no es él quien se ocupa de la selección.
La ciudad, sin embargo, contiene los poemas que Iribarren considera más representativos de su personal universo literario, habiendo intentado al elegirlos que no falte ninguna de las constantes temáticas habituales y que el conjunto tenga una entidad propia.
Como si se tratara de un álbum de grandes éxitos, es con mucho su libro más vendido y en el que se encuentran reunidos sus poemas más conocidos y citados.

## Contenido
Número dos de la colección Antologías de la editorial  Renacimiento, el contenido de la primera edición de 2002 procede de La condición urbana (1995), Serie B (1998) y Desde el fondo de la barra (1999). Cuenta además con un prólogo de Vicente Tortajada y un pequeño epílogo de Michel Gaztambide.
Agotada ésta, aparece una edición nueva, corregida y ampliada, en 2008. La ampliación se lleva a cabo con material de La frontera y otros poemas (2005) y Ola de frío (2007). Cierra el volumen un capítulo de inéditos, algunos de los cuales son incluidos en 2009 en su siguiente poemario Atravesando la noche.
En esta ocasión, Joaquín Juan Penalva se hace cargo del prólogo pero el texto de Vicente Tortajada para la primera edición sigue figurando en ésta como epílogo. Asimismo, el poeta y editor Abelardo Linares redacta una breve reseña que ocupa una solapa del libro.
En 2014 ve la luz una tercera edición, que incluye también poemas de Atravesando la noche (2009), Otra ciudad, otra vida (2011), Las luces interiores (2013) y La piel de la vida (2013), además de algunos inéditos. Como ya es habitual, cuenta con un nuevo prólogo, obra esta vez de José Luis Morante.
En cierto modo, La ciudad constituye una versión menor (menor sólo en el tamaño) de Seguro que esta historia te suena, volumen de poesía completa que contiene íntegros todos los libros publicados antes de 2005 en su primera edición, de 2012 en la segunda y de 2015 en la tercera.

## El título
La ciudad, además del escenario en el que se desarrollan las historias y reflexiones que pueblan la obra de Iribarren y además de su hábitat cotidiano y favorito, es también el título de al menos dos de sus poemas. Uno de ellos, incluido en La frontera y otros poemas (y también en La ciudad), describe, de la forma gráfica y escueta en que acostumbra, las imágenes que ofrece un viaje en taxi un día de lluvia y termina diciendo:
"(…),
 
se forma un pequeño caos

bajo una marquesina, una pareja

corre y se refugia en un

portal… Es la ciudad –pienso–,

es la vida. Y me gusta.

Setecientas cincuenta, por favor."
Karmelo C. Iribarren, La ciudad